# Vít Baránek
Vít Baránek (Opava, 27 settembre 1974) è un allenatore di calcio ed ex calciatore ceco, di ruolo portiere, allenatore dei portieri del Baník Ostrava.